# カラヴィーノ (トリノ県)
カラヴィーノ（伊: Caravino）は、イタリア共和国ピエモンテ州トリノ県にある、人口約900人の基礎自治体（コムーネ）。

## 地理

### 位置・広がり

#### 隣接コムーネ
隣接するコムーネは以下の通り。
- アルビアーノ・ディヴレーア
- アゼッリオ
- ボルゴマジーノ
- コッサーノ・カナヴェーゼ
- ストランビーノ
- セッティモ・ロッターロ
- ヴェスティニェ